# Melekeok
Melekeok (pronuncia inglese məˈleɪkeɪoʊk) è uno dei 16 stati in cui si divide Palau.

## Geografia fisica
Lo Stato di Melekeok è costituito dalla parte orientale dell'isola di Babeldaob, la principale delle isole delle Palau, per un'estensione di 17,71 km² ed una popolazione (2004) di 391 abitanti. Confina con gli Stati di Ngchesar a sud e Ngiwal a nord.
Il lago Ngardok di Melekeok è il più grande bacino idrico in tutta la Micronesia (493 ettari); in esso, è presente una piccola popolazione di coccodrilli marini.
La popolazione è distribuita in sette villaggi:
1. Melekeok
2. Ertong
3. Ngeburch
4. Ngeremecheluch
5. Ngermelech
6. Ngerubesang
7. Ngeruling

## Storia
Dal 7 ottobre 2006, la città di Melekeok è diventata la sede del governo di Palau, sostituendo Koror come capitale dello Stato.

## Collegamenti esterni

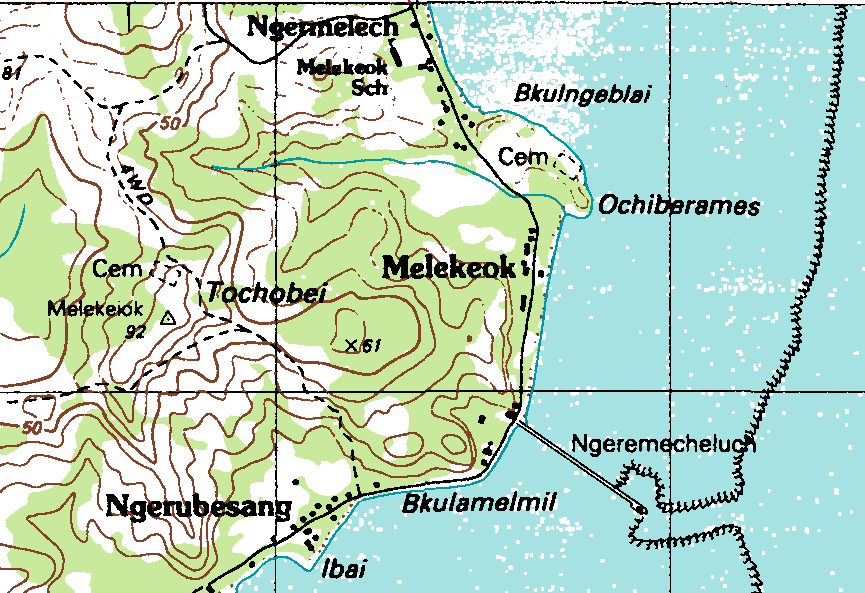
Mappa di Melekeok